# Slavko Kopač
Slavko Kopač (né le 21 août 1913 à Vinkovci en Yougoslavie, actuelle Croatie, et mort à Paris  le 23 novembre 1995 à Clichy) est un peintre, sculpteur et céramiste franco-croate.

## Biographie
Après des études à l'académie des beaux arts de Zagreb, Slavko Kopač fait un stage d'un an à Paris, de 1939 à 1940, avec une bourse que lui a accordée le gouvernement français. Puis, à cause de la Seconde Guerre mondiale, citoyen croate, il est obligé de retourner dans l'État indépendant de Croatie où il arrive en avril 1941 après être passé par Mostar plusieurs semaines et avant d'atteindre la capitale pour enseigner au Lycée de Zagreb jusqu'en 1943.
De 1943 à 1948, il arrive à passer en Italie et vit et travaille à Florence. En août 1948, il s'installe définitivement à Paris et rencontre Jean Dubuffet puis devient le conservateur de la collection de La compagnie de l'art brut dont il est un des fondateurs. Certaines de ses œuvres furent d'abord léguées par Dubuffet à la Collection de l'art brut de Lausanne avant que Kopač ne demande lui-même leur retrait pour en faire don à un musée en Croatie.

## Œuvre
Slavko Kopač fut un ami et employé de Jean Dubuffet, dont plusieurs œuvres ont été intégrées dans la collection d'Art brut et la « Neuve invention » avant que le premier ne les retire pour les léguer à un musée en Croatie. Son œuvre a été exposée à partir de 1977 à Zagreb, et au Paris Art Center en 1981. La Galerie Alphonse Chave lui a rendu hommage en 1985 en l'exposant aux côtés de Jean Dubuffet à Vence, sous le titre Salut à Jean Dubuffet. Enfin, une importante rétrospective lui est consacrée en 2022 à Zagreb dans le Pavillon Meštrović en 2022.
Parmi les œuvres de Kopač à la galerie Chave se trouvaient :
- Le Port de Paris, huile sur bois, 1949 ;
- Berger, collage sur carton, 1985 ;
- Bœuf sous les arbres, huile sur toile, 1963 ;
- Couple sous l'arbre, huile sur toile, 1966 ;
- Femme assise, huile sur toile, 1970 ;
- À Madeleine et Pierre[note 1], pastel et encre sur papier, 1970 ;
- Les Fiancés, huile et collage sur toile, 1973.

Kopač a également été exposé à la Salle Saint Jean de l'Hôtel de ville de Paris en 1996 — voir  le tableau Femme couchée (1982), extrait du catalogue d'exposition.
Slavko Kopač fait aussi partie des artistes de la Collection d'art brut dont les œuvres sont conservées à Lausanne dans l'annexe de la « Neuve invention ».
Son travail a été présenté ainsi : « Il est intéressant de constater que Slavko Kopač, comme Jean Fautrier ou Jean Dubuffet, en s'affranchissant de certaines règles, se soient résolument tournés vers la matière, brute et informelle, vers une sorte de “chaos primordial” de la plastique d'où naissent et s'ouvrent des formes plus ou moins lisibles selon l'artiste. »
Annie Le Brun, qui fut son amie, insiste cependant sur ce qui l'apparente et le distingue aussi de Jean Dubuffet : « personne n'aura eu comme Kopač ce sens inné du luxe naturel, du luxe organique, du luxe presque intolérable de la liberté en devenir. D'ailleurs, c'est peut-être en quoi il se sépare de Jean Dubuffet dont l'œuvre, tour à tour “féroce”, “sordide”, se présente d'abord comme “une véhémente protestation contre le monde, une sorte de voyage au bout de la nuit picturale” [...] Et cela même alors que Jean Dubuffet, de son côté, a toujours insisté sur ce qui les rapproche : “Comme mes propres travaux ceux de Kopač tournent le dos à l'art institutionnel. Il se refuse à emprunter rien à l'intellectualisme culturel. Il a pris entièrement le parti de la brûlante spiritualité sauvage. Il n'a quêté que de l'innocence, de l'invention pure. Son art cependant est extrêmement contrôlé et raffiné. » Dubuffet poursuit en parlant de « raffinement barbare », ce qui, selon Annie Le Brun, « caractérise très exactement le déroutant mélange de subtilité et de violence dont sont marquées toutes les inventions de Kopač. » Néanmoins, malgré leur passion partagée pour l'Art brut, Kopač s'est toujours tenu éloigné du projet esthétique de Dubuffet de constituer une « anti-culture », selon une « stratégie de la subversion », ce qui selon Annie Le Brun, « différencie un esthète, le fût-il à rebours, et un poète », dont l'enjeu dépasse les notions de création, art ou esthétique, pour interroger le sens de la vie, dans un « écart absolu ».
Kopač avait également des liens étroits avec Michel Tapié et André Breton  du fait même qu'ils avaient été membres fondateurs de la Compagnie de l'art brut. André Breton fera une remarquable exposition monographique sur Kopač à la Galerie de l’Étoile Scellée du 14 avril au 2 mai 1953 à Paris.